# Ryszard Pampuri
Ryszard Pampuri, właśc. Hieronim Filip Pampuri, wł. Erminio Filippo Pampuri (ur. 2 sierpnia 1897 w Trivolzio, zm. 1 maja 1930 w Mediolanie) – włoski lekarz chirurg z zakonu bonifratrów, święty Kościoła katolickiego.
Pochodził z wielodzietnej rodziny. Był dziesiątym z jedenaściorga dzieci Angeli Campari i Innocenta Pampuriego. Gdy miał 3 lata jego matka zmarła na gruźlicę a on sam trafił na wychowanie do domu rodzeństwa matki w Turrino k. Trivolzio. Naukę zdobywał w okolicznych wsiach. Uczęszczał do jednej z dwu szkół podstawowych, kiedy jego ojciec zginął w wypadku samochodowym w 1907 roku. Wiedzę w gimnazjum zdobywał w Mediolanie. Następnie podjął studia medyczne na Uniwersytecie w Pawii (1915-1921) z przerwą na posługę medyczną dla żołnierzy walczących podczas I wojny światowej. W 1922 roku złożył śluby zakonne w III Zakonie św. Franciszka, jednak nie został przyjęty do zakonu z uwagi na wątły stan zdrowa. Podobnie spotkał się z odmową jezuitów. Od 1923 roku pracował, jako praktykant medycyny i chirurgii, na Uniwersytecie w Padwie. 22 czerwca 1927 roku wstąpił do Zakonu Szpitalnego Świętego Jana Bożego (bonifratrzy) i przybrał imię Ryszard.
Nowicjat odbywał w Brescii, gdzie posługiwał chorym w miejscowym szpitalu.
Będąc słabego zdrowia rozchorował się na zapalenie płuc i został umieszczony w szpitalu bonifratrów w Gorycji. 18 kwietnia 1930 roku, z uwagi na pogarszający się stan zdrowia, przetransportowano go do Mediolanu, gdzie ostatnie dni życia spędził z rodziną matki. Zmarł w opinii świętości na gruźlicę w wieku 33 lat w szpitalu bonifratrów pw. św. Józefa. Całe swoje dorosłe, acz krótkie życie, poświęcił pomaganiu bezinteresownie chorym. Został pochowany na cmentarzu w rodzinnym mieście.
Kult
16 maja 1951 roku dokonano elewacji jego szczątków do kościoła parafialnego w związku z procesem beatyfikacyjnym.
4 października 1981 roku papież Jan Paweł II ogłosił brata Ryszarda błogosławionym, a 1 listopada 1989 kanonizował go.
Jego wspomnienie liturgiczne obchodzone jest w Kościele katolickim na świecie w dzienną pamiątkę śmierci. Kościół katolicki w Polsce wspomina św. Ryszarda 18 kwietnia.